# Catarina Sarmento e Castro
Catarina Teresa Rola Sarmento e Castro (Coimbra, 16 de Maio de 1970) é uma jurista portuguesa, antiga Juíza Conselheira do Tribunal Constitucional. Foi Ministra da Justiça do XXIII Governo Constitucional. 

## Vida pessoal
Catarina Sarmento e Castro nasceu em Coimbra em 16 de Maio de 1970. É filha de Osvaldo Alberto do Rosário Sarmento e Castro, antigo Deputado à Assembleia da República pelo Partido Socialista.

## Carreira
Licenciada e Mestre em Direito pela Faculdade de Direito da Universidade de Coimbra, Catarina Sarmento e Castro exerce funções docentes como Assistente na Faculdade de Direito da Universidade de Coimbra desde 1994.

## Magistratura
Em 22 de Janeiro de 2010 Catarina Sarmento e Castro foi eleita Juíza Conselheira do Tribunal Constitucional pela Assembleia da República por maioria qualificada (superior a 2/3 dos votos), conforme previsto pela Constituição, tendo em segunda votação secreta registado 156 votos a favor, 57 votos brancos e 6 votos nulos. Numa primeira votação secreta, realizada em 12 de Dezembro de 2009, não havia obtido a maioria necessária, tendo sido registados 139 votos a favor, 67 votos brancos e 10 votos nulos, menos 5 votos que os exigidos para a eleição.
Em 4 de Fevereiro de 2010, no Palácio de Belém, foi-lhe conferida pelo Presidente da República Aníbal Cavaco Silva a posse como Juíza Conselheira do Tribunal Constitucional para um mandato de 9 anos.
A 26 de Outubro de 2019 tornou-se a nova Secretária de Estado de Recursos Humanos e Antigos Combatentes do XXII Governo Constitucional de Portugal.
Em 2022, foi nomeada Ministra da Justiça do Governo Português.